# Nyitrai Piarista Gimnázium
A nyitrai piarista gimnázium (Szent László Király Gimnázium) 1698-tól 1919-ig működött. Fenntartója a piarista rend volt, de a fenntartáshoz a nyitrai püspökség, a Tanulmányi Alap és Nyitra városa is hozzájárult. 1992-től a piarista rend szlovákiai rendtartományának fenntartásában ismét egyházi gimnáziumként működik.

## Története
Nyitrán a 17. század végén már a káptalani iskola valószínűleg nem működött, csak a városi vagy plébániai.
A piaristák Nyitrán 1698-ban kezdték meg a tanítást az esztergomi káptalan ottani házában. Eleinte csak alamizsnából éltek, majd 1699-ben Lehoczy Márton kapitánytól telket, Bottyán János ezredestől pedig misealapítványt szereztek. Végül 1701-ben Mattyasovszky László püspök tett számukra nagyobb alapítványt, így ettől az évtől sorban megnyílhattak a felsőbb osztályok is, 1701-től a grammatica és syntaxis, 1702-től az arithmetica, 1706-tól a poetica és 1707-től a rhetorica. 1721-ben iskolai színházterem épült. A változó állami tanrendi előírásoknak megfelelően 1777-től öt, 1806-tól hat osztályos, 1850-től nyolc osztályos gimnázium lett. 1844-ben a tanítási nyelv továbbra is a latin maradt, a magyar és a szlovák segédnyelv lett. 1853-ban volt az első érettségi vizsga. 1861-től az oktatás nyelve a magyar és a szlovák, 1868-tól magyar a tannyelv, a szlovák segédnyelv lett. 
1864-ig csak piarista tanárai voltak, akkortól hét piarista tanár mellett hat nyitrai egyházmegyés pap is tanított, de az iskola piarista vezetése egészen 1919-ig megmaradt. 
A tanulók létszáma 1741-ben 753, 1774-ben 1000 körül, 1862-ben 383, 1880-ban 395 (19), 1900-ban 492 (25), 1910-ben 460 (38). A mélypont a tanulók számát illetően az 1704-es év, az 1780-as évek vége, illetve 1851-1853 voltak amikor csak 200 körüli tanulószám volt. 1899-ben a gimnázium új épületbe költözött, majd fölvette a Szent László Király Gimnázium nevet. Az 1918/1919-es tanévben az intézményben 484 tanulót oktattak, és 21 személyes konviktusa volt.
Nyitrát 1918. december 6-án szállták meg a csehszlovák csapatok, és a tanítást szénhiány miatt szüneteltették. 1919 elejétől a gimnáziumban rendes tárgyként tanították a szlovák nyelvet, de a tanévet április 30-án vizsgák nélkül kellett befejezni. Májusban volt az utolsó magyar nyelvű szóbeli érettségi. 1919. szeptember 12-én az intézményt csehszlovák reálgimnáziumnak nyilvánították, és a piarista rendházat is kisajátították. A felvidéki születésű atyákat Podolinba küldték, a többieket kiutasították. A kollégiumot szeptember 15-én lefoglalták.
A gimnáziumnak több más mellett gazdag könyvtára, érem-, régiségtani és természettudományos gyűjteménye is volt. Nyitra vármegye 1896-ban hozatta létre a Nyitra Vármegyei Múzeumot, amely párhuzamosan a gimnázium gyűjteményeivel a gimnázium épületében kapott helyet. Schenk Jakab a Magyarország madárvilága és madárvonulása írásához Roch Gyulától kapott információkat a még nagyrészt náluk lévő Chrenóczy-Nagy József féle gyűjteményből.
1992-ben a szlovák piaristák visszakapták az államtól a rendház és az iskola épületét, és utóbbiban szlovák nyelvű gimnáziumot indítottak.

## Jeles tanárai és diákjai
- Bulla Ede
- Cetto Benedek
- Holló Imre
- Iványi István
- Orlits Dániel
- Papánek János
- Zimányi Lajos (1748-1805)
- 1706-1714 Tagányi Béla
- 1733 Cörver Elek
- 1735 Horváth Mihály
- 1735 Orosz Zsigmond (1717-1782) a kegyesrend tartományi főnöke.
- 1738 Deményi László
- 1741 Nemcsényi Adolf
- 1742 Ledai Lénárt kegyes tanítórendi áldozópap és tanár.
- 1749 Conradi Norbert
- 1750, 1754-1759 Lihán Paulin áldozópap és tanár.
- 1757 Pállya István
- 1775 Hannulik János Krizosztom
- 1776 Keszthelyi László áldozópap és gimnáziumi igazgató.
- 1776-1782 Bielek László
- 1797-1798 Horváth József áldozópap és tanár.
- 1800-1817 Kelle Lipót
- 1810 Diénes Antal
- 1851 Valentini Ker. János
- 1852-1853 Csaplár Benedek
- 1852-1863 Kapronczay Ede házfőnök és gimnáziumi igazgató-tanár.
- 1853 Erdősi Imre
- 1860 Chorényi József
- 1862-1864 Stech Alajos magyar festő, házfőnök, pedagógus, gimnáziumi igazgató.
- 1862-1863 és 1865–1867 Varsányi Pongrác
- 1865–1886 között itt oktatott Csősz Mihály Imre
- 1861-ben és 1879-ben itt oktatott Vágner József[6]
- 1864-1873 között itt oktatott Biringer Ádám
- 1869 Gisser Gyula testnevelő tanár, uszodatulajdonos, "a nyitrai sport atyja"
- 1869-1870, 1886-? Horvát Sándor kegyes tanítórendi áldozópap és tanár
- 1873 Gond Ignác
- 1879-től Zongor József
- 1883-1887 Cserhalmy József
- 1884-1895 Alleker Lajos tanár, író, botanikus.
- 1886-1887 Takáts Sándor
- 1887 Ferenczi József
- 1898-tól Cserhelyi Sándor piarista tanár, igazgató, tartományi főnök.
- 1899-1903 Szűcs István
- 1900-1910 Sarmaságh Géza
- 1905-1906 Karsay János
- 1909-1915 Frank István
- Cserép Sándor
- Filkorn Jenő szlovák pap, pápai prelátus, országgyűlési képviselő
- Stark Samu

Itt tanultak többek között:
| - Adamis Kálmán nyitrai ügyvéd, író. - Agárdy Gyula piarista, karikatúra-rajzoló - Andrássy Antal Rozsnyó püspöke - Apponyi Gyula politikus - Apponyi Lajos udvarnagy - Bajtay Antal, piarista, erdélyi püspök - Bangha Béla jezsuita - Bartakovics Béla egri érsek - Bartal György kereskedelmi miniszter - Padányi Biró Márton veszprémi püspök, veszprémi örökös főispán, királyi tanácsos - Bossányi Imre orvos - Chorényi József illavai plébános, címzetes kanonok, helytörténész - Cörver Elek piarista, természettudós - Cörver János piarista - Crausz István (1848-1933) Nyitra vármegye főispánja, kormánybiztos, országgyűlési képviselő - Czeizel János (1895–1983) szombathelyi fül-orr-gégész főorvos, országgyűlési képviselő - Czuczor Gergely bencés szerzetes, költő - Csarada János jogász, egyetemi tanár, udvari tanácsos - Császka György szepesi püspök - Cserenyey István Antal (1878-1947) esperes, plébános, egyháztörténész - Csergeő Flóris pap, nyelvész, költő - Csernyánszky Aladár (1866-?) ügyvéd, kúriai bíró - Csiffáry Jenő (1895-1967) kántortanító, iskolaigazgató, embermentő - Dallos István (1901-1972) író, újságíró, szerkesztő - Dambrovszky Imre (1869–1945) pap, egyetemi tanár - Dedek Crescens Lajos prépost-kanonok, történetíró, egyháztörténész - Deseő Dezső (1893-1967) orvos - Dezericzky Ince piarista, történész, teológus - Dombay Ede (1855-1897) író, költő, hivatalnok - Dombay Hugó (1846-1931) ügyvéd, költő, író, festő, zenész - Drexler Béla (1889-1962) hivatalnok, amatőr entomológus - Dudek János hitvédő, egyetemi tanár - Durguth József (1790-1872) esztergomi kanonok. - Ehrenfeld Nándor (1887-?) mérnök, író. - Erdősi Imre piarista, honvéd tábori lelkész - Ernyey József gyógyszerész, múzeumi igazgató - Ethey Gyula (1878-1957) helytörténész - Faith Fülöp (1882-1944) író, lapszerkesztő. - Feketeházy János hídépítő mérnök - Forbáth Imre (Fuchs; 1898-1967) költő, író, újságíró, orvos - Forgách Károly (1825-1911) vadgazda és vadászati szakíró, főrendiházi tag. - Franciscy Lajos (1862-1933) pap, nyitrai kanonok, csehszlovákiai magyar politikus - Frideczky Timót Nyitra vármegye főispánja - Gaál Ferenc zeneszerző - Gaál Miklós (1815-1891) piarista rendi tanár - Štefan Gallo (1882-1970) pápai prelátus, embermentő, fogoly. - Gragger Róbert filológus, berlini egyetemi tanár - Grassalkovich Antal királyi személynök, kamaraelnök - Gyürky Ákos ügyvéd, politikus, publicista - Halmi Jenő (1877-1938) színész - Házmán Ferenc (1810-1894) reformkori politikus, belügyi államtitkár, a Szent Korona elrejtőinek egyike, Buda utolsó polgármestere - Horárik János író, újságíró, pap, evangélikus lelkész, az utópikus szocializmus eszméinek egyik első magyarországi terjesztője - Horváth János ügyvéd, lapszerkesztő, OKH-igazgató, politikus, író, szövetkezeti vezető - Höllrigl József régész, művészettörténész - Huszár István (1844-1926) nyomdász - Janits Dezső urológus, aranydiplomás sebész-főorvos - Jegenyei József kegyes tanítórendi áldozópap - Jeszenszky Alajos kanonok, címzetes apát, vikárius, numizmatikus - Juhari Sándor (1900-1950) nyitrai, majd pozsonyi festő - Karsay Imre plébános - Karsay János Lázár (1856-1917) piarista tanár, rendházfőnök - Kálix Jenő zongoraművész, a Prágai Német Zeneakadémia oktatója - Kámánházy László váci püspök - Károly János kanonok és címzetes apát, székesfehérvári nagyprépost - Kelecsényi József régész - Kelecsényi Károly entomológus - Kereskényi Gyula római katolikus esperes, régész, történész - Kiss István jogi doktor, joglíceumi tanár - Klimó György pécsi püspök - Karol Kmeťko Nyitra püspöke, 1944-től érsek ad personam - Kmoskó Béla ügyvéd - Kniezsa István (1898-1965) nyelvész, nyelvtörténész, szlavista, a MTA rendes tagja - Komárik István jezsuita, történetíró - Komlóssy Ferenc pozsonyi prépost, pápai prelátus, író - Kossovich Károly - Kubicza Pál Trencsén vármegye főispánja | - Laczkó Dezső geológus, paleontológus, piarista tanár, házfőnök, gimnáziumigazgató - Latkóczy Imre államtitkár - Latkóczy Mihály (1857-1906) középiskolai tanár - Láng Adolf Ferenc természettudós - Lányi József püspök - Látecska Ede Endre tanár, plébános - Lelley Jenő (1870-1949) ügyvéd, politikus - Liptovszky Nándor főellenőr, minisztériumi vasúti felügyelő, újpesti városi képviselő - Lombardini Sándor ügyvéd, levéltáros, történész - Lyka Károly magyar művészettörténész, kritikus, festő - Machovich Gyula teológiai doktor és plébános - Marczibányi Lőrinc főispán - Markhot Gyula politikus, Nyitra vármegye alispánja, majd később főispánja - Massányi Ödön (1907–1966) festő, könyvillusztrátor - Mennyey József (1823-1889) pedagógus, királyi tanácsos, megyei tanfelügyelő - Mészáros Ferenc református főgimnáziumi tanár (?) - Mihalovics Ede teológiai tanár - Miklós Jenő hírlapíró - Miskolczy Márton püspök, esztergomi nagyprépost - Chrenóczy-Nagy József orvos - Nécsey Ede címzetes érsek - Nécsey István festőművész - Nécsey Jeromos (1788-1849) piarista pap, természetbúvár, tanár - Nécsey József verebélyi postamester, régiséggyűjtő, István apja. - Német Károly áldozópap és tanár. - Jozef Nejedlý nyitrai nagyprépost - Ocskay Gusztáv magyar királyi államvasuti főellenőr. - Ocskay László katonatiszt - Ocskay Rudolf főispán - Orczy Lőrinc főispán, tábornok, költő - Padányi Biró Márton veszprémi püspök. - Pechány Adolf főreáliskolai tanár, publicista, politikus. - Podhradczky József udvari kamarai számvevőtiszt, az MTA rendes tagja. - Podhragyay Pál prépost-plébános. - Polák Ede József pap és tanár, igazgató és a rend kormánysegéde - Pongrácz Károly festőművész - Prohászka Ottokár székesfehérvári püspök - Rappensberger Vilmos főgimnáziumi igazgató. - Reményfy Rezső magyar királyi postatiszt, bencés szerzetes. - Risnyovszky Endre (1904-1977) újságíró, író, nyomdász - Riszner Gyula nyitrazsámbokréti plébános - Romhányi Árpád (1894-1987) tanár, vegyészmérnök, igazgató - Rubinek Gyula politikus, gazdasági író, miniszter - Rudnay Sándor bíboros, esztergomi érsek - Samassa József egri érsek - Santho Miklós magyar festő - Sándor István író, bibliográfus - Schiller Henrik (1851-1924) jogi doktor, ügyvéd, újságíró - Schuszter Konstantin kassai püspök - Simonyi Ernő országgyűlési képviselő - Somogyi István áldozópap és tanár - Spányik Glicér piarista, a Helytartótanács Tanulmányi bizottságának elnöke - Stech Alajos festő, házfőnök, gimnáziumi igazgató - Szathmáry István költő, főjegyző - Szemző Pál (1896–?) pozsonyi ügyvéd, jogi szakíró - Szerdahelyi Gábor besztercei püspök - Szinnyei József bibliográfus - Szlamka Lajos (1906–1969) illusztrátor, akadémiai festőművész. - Szmida Kálmán (1864-1939) esperes, prépost, tanfelügyelő, a nyitrai magyarság vezéralakja - Szmida Lajos (1853-1935) számvizsgáló - Szmida Viktor (1851-1938) katolikus lelkész - Fraňo Tiso (1891-1974) szlovák hivatalnok, újságíró, politikus. - Jozef Tiso (Tisza József), az első szlovák köztársaság elnöke - Tagányi Károly történész - Takáts Sándor piarista tanár, művelődéstörténész - Tapolcsányi Gergely piarista, tartományfőnök - Thótt Albert kegyes tanítórendi áldozópap és tanár - Thuróczy Károly (1850-1909) Nyitra vármegye főorvosa - Thuróczy Károly (1879-?) főispán - Thuróczy Tibor (1882-1947) vadászíró, Nyitra polgármestere - Tomcsányi Ádám fizikus, egyetemi tanár - Tóth Vilmos belügyminiszter - Trubinyi János (1863-1919) plébános, országgyűlési képviselő, az 1919-es vörös terror mártírja - Ujváry Mihály (1805-1889) magyar ügyvéd, nevelő, költő, budai háztulajdonos. - Vajda János (1890-1982) esperes, kanonok, szentszéki ülnök - Varsányi Pongrác piarista szerzetes-pap, tanár, néprajzi gyűjtő - Várkonyi Nándor (1896–1975) író, kultúrtörténész - Véber Antal (1855-1902) piarista házfőnök, gimnáziumi igazgató - Véneny Lajos (Ľudovít Veneny, 1888-1975) növénynemesítő - Zatopek Antal fővárosi hivatalnok, okleveles községi jegyző - Zsilinszky Győző (1890-1979) főerdőmérnök, a rozsnyói püspöki uradalom igazgatója, erdőtanácsos. |